# USS Harding (DD-625)
Pour les autres navires du même nom, voir USS Harding.
L'USS Harding (DD-625/DMS-28) est un destroyer de classe Gleaves en service dans la Marine des États-Unis pendant la Seconde Guerre mondiale. Il fut le second navire nommé en l'honneur de Seth Harding (en), un officier de la guerre d'indépendance des États-Unis.
Sa quille est posée le 22 juillet 1941 au chantier naval Seattle-Tacoma Shipbuilding Corporation de Seattle, dans l'État de Washington. Il est lancé le 28 juin 1942, parrainé par Mme Sherwood A. Taffinder, et mis en service le 25 mai 1943 sous le commandement du lieutenant commander G. G. Palmer.

## Historique
Après une série d’entraînements au large de San Diego, il escorte des convois dans l’Atlantique pendant huit mois avant de rejoindre la Grande-Bretagne en avril 1944 en vue de participer à l’opération Neptune.
Intégré au sein de la force de bombardement dans le secteur d’Omaha Beach, il appuie de ses feux au plus proche du rivage les forces terrestres américaines pendant tout le Jour J. Il envoie également une vedette au pied de la Pointe du Hoc afin d’évacuer des Rangers blessés ainsi que des prisonniers allemands. Lorsque la portée de ses canons n’est plus suffisante pour appuyer les troupes alliées, il se concentre sur sa mission de protection des bâtiments de plus fort tonnage et ce jusqu'au 16 juillet, date à laquelle il quitte la Manche pour rejoindre la Méditerranée.
L’USS Harding participe au débarquement de Provence et dans la soirée du 17 août, alors que son équipage inspecte les débris d’un avion allemand tombé en mer, il engage quatre vedettes lance-torpilles ennemies et en coule trois. Prenant à son bord les rescapés, il reprend dans les jours qui suivent ses patrouilles.
Transformé en dragueur de mines rapide aux États-Unis, l'immatriculation DMS-28 lui est affecté le 15 novembre 1944. Engagé à compter du 10 février 1945 dans le Pacifique, le destroyer participe à la bataille d’Okinawa à partir du 24 mars. Le 16 août, il est touché par un kamikaze japonais qui fait quatorze tués, huit disparus et neuf blessés dans ses rangs. Réparé à Okinawa, il rentre à Norfolk le 17 septembre et est retiré du service le 2 novembre. Le Harding est finalement vendu le 16 avril 1947 pour la ferraille.

## Décorations
Le Harding a reçu trois Battles star pour son service dans la Seconde Guerre mondiale.